# تشارلز دينسمور
تشارلز دينسمور هو لاعب هوكي الجليد كندي، ولد في 23 يوليو 1903 في تورونتو في كندا، وتوفي في 5 ديسمبر 1982.

## وصلات خارجية
- تشارلز دينسمور على موقع دوري الهوكي الوطني (الإنجليزية)
- تشارلز دينسمور على موقع EliteProspects.com (الإنجليزية)
- تشارلز دينسمور على موقع HockeyDB.com (الإنجليزية)
- تشارلز دينسمور على موقع Hockey-Reference.com (الإنجليزية)